# رودریگو بکائو
رودریگو بکائو (انگلیسی: Rodrigo Becão؛ زادهٔ ۱۹ ژانویهٔ ۱۹۹۶) بازیکن فوتبال اهل برزیل است.
از باشگاه‌هایی که در آن بازی کرده‌است می‌توان به باشگاه فوتبال اودینزه، باشگاه فوتبال زسکا مسکو، و باشگاه ورزشی باهیا اشاره کرد.